# Brusch von Neuberg

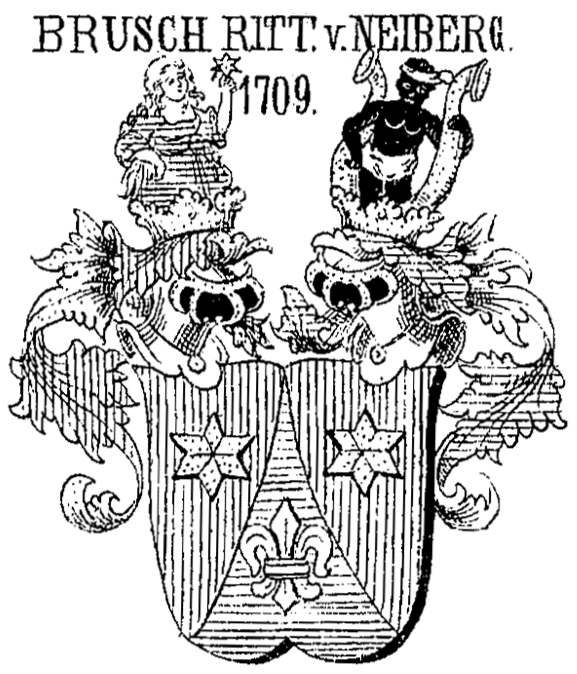
Wappen der Brusch Ritter von Neiberg (1709) in Siebmachers Wappenbuch

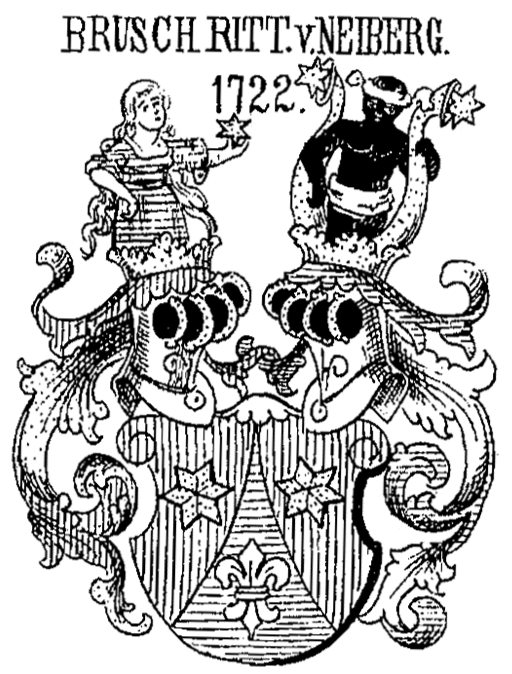
Wappen der Brusch Ritter von Neiberg (1722) in Siebmachers Wappenbuch

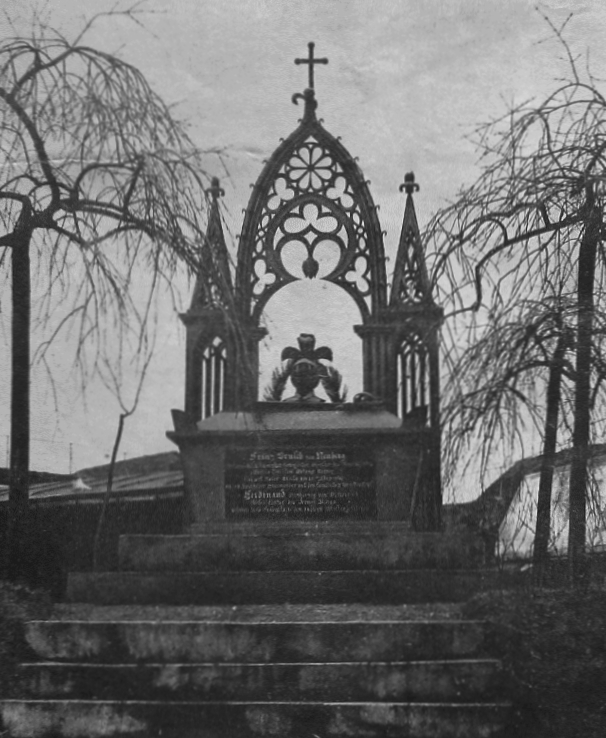
Denkmal für Franz Brusch von Neuberg (1767–1809) in Thorn

Brusch von Neuberg (auch Prusch, Bruschen, von Neiberg, Neiperg, Neyperg, Neyberg) ist der Name eines böhmischen Adelsgeschlechts, das Anfang des 19. Jahrhunderts im Mannesstamm erloschen ist.

## Geschichte
Die Bruschen hießen ursprünglich Pfeiffer, stammten aus der Opferpfalz und stiegen in der freien Reichsstadt Eger allmählich zu einem Ratsgeschlecht auf. Seit 1699 stellten sie dort drei Bürgermeister. Der Stammvater Johann Pfeiffer genannt Bruschel zog um 1440 nach Eger. Sein Bruder war Wendelin Brusch aus Weiden, Pfarrer in Redtwitz, später Abt des Klosters Waldsassen. Der 1467 als städtischer Beamter bezeichnete Georg Brusch hatte aus fünf Ehen zwanzig Kinder. Dessen Sohn Hans († 1549) ließ sich als Schuhmacher und Händler zeitweise in Schlaggenwald nieder, kehrte um 1520 nach Eger zurück, worauf er 1529 bis zu seinem Tod in Wunsiedel lebte. Sein Sohn Kaspar (1518–1557) war ein bekannter deutscher Humanist, Notar und Dichter. Kaiser Ferdinand I. soll ihm einen Wappenbrief verliehen haben. Der evangelische Pfarrer von Trebendorf, Rebanitz und Treunitz Abraham Brusch († 1623) verfasste eine geistliche Chronik vom Egerland. Abraham II. Brusch war 1627 Pfarrer in Eger. Der Apotheker Christoph Brusch wanderte aufgrund seiner evangelische Glaubenszugehörigkeit nach Plauen aus. 1670 erwarb Johann Christoph Brusch von Neyberg das Gut Ottengrün bei Haslau. Johann Andreas Brusch von Neyperg heiratete 1694 die aus einem alten Egerer Patriziergeschlecht stammende Katharina Schmidl von Seeberg auf Schreibenreut.
1699 bekleidete Peter Ernst Brusch von Neuberg († 1722) in Eger das Amt des Bürgermeisters, der 1722 mit dem Prädikat „Edler von Bruschen“ in den altböhmischen Ritterstand erhoben wurde. Johann Andreas Brusch von Neuberg († 1743) fungierte 1709 als Kanzler von Klosterstift Neuzelle. Des Weiteren war er Herr auf Hart und Ottengrün, dem 1709 das böhmische Ritterdiplom verliehen wurde. 1738 kaufte er von seinem Verwandten Gottfried Brusch von Neuberg das Gut Pograth. Das Wappen der Bürgermeister Georg Adam († 1733) und Johann Christoph Ernst († 1743) Edle von Brusch befindet sich im Treppenhaus des Rathauses. Georg Thomas († 1750) diente 1728 als katholischer Pfarrer in Fauenreut, darauf in Albenreut und seit 1747 in Eger. Praxedis Brusch wirkte 1731 als Äbtissin des Klarissenklosters in Eger, die 1747 1000 Gulden für das Bruderhaus St. Jakob stiftete. Der k. k. Oberst und Ritter des Militär-Maria-Theresien-Ordens Franz Brusch von Neuberg (* 1767) fiel am 15. Mai 1809 bei Thorn. Der letzte männliche Angehörige der adligen Familie soll 1812 als Major vor Praga bei Warschau gestorben sein.

## Wappen
Blasonierung des Wappens von 1709: Rot durch eine blaue Spitze, in dieser eine silberne Lilie, gespalten, vorn und hinten je ein goldener Stern. Zwei gekrönte Helme: I. mit rot-goldenen Helmdecken wachsend ein Frauenbild mit offenem Goldhaar, blauem Kleid und weiten Halbärmeln, die Rechte in die Seite gestützt, in der erhobenen Linken einen goldenen Stern haltend; II. mit blau-silbernen Decken zwischen zwei goldenen Büffelhörnern wachsend ein Mohr mit silberner Kopfbinde und gleichem Schurz, die Rechte in die Seite gestemmt, die Linke fasst das entsprechende Horn an.
Das Wappen von 1722 ist mit dem Wappen von 1709 nahezu identisch. Lediglich auf Helm II. sind die Hörnerspitzen je mit einem goldenen Stern besetzt.

## Persönlichkeiten
- Balthasar Brusch (1512–1589), böhmischer Buchbinder und Buchhändler
- Franz Brusch von Neuberg (1767–1809), k. k. Oberst, Ritter des Militär-Maria-Theresien-Ordens
- Johann Brusch von Neiberg (1666–1742), böhmischer Jurist, Syndikus von Eger
- Kaspar Brusch (1518–1557), deutscher Humanist, Notar und Dichter